# Diệp Anh
Diệp Anh (sinh năm 1977) là người dẫn chương trình, biên tập viên của Đài Truyền hình Việt Nam thuộc ban Thời Sự (VTV1). Với chất giọng đặc trưng của người Hà Nội, Ngoại hình xinh đẹp, dịu dàng mang đậm nét đẹp Á Đông.
Bắt đầu trở thành biên tập viên của VTV từ những năm 2000. Cho đến nay, BTV Diệp Anh đã được đảm nhận vai trò dẫn dắt bản tin thời sự 19h của VTV từ năm 2009 đến khi quyết định xin rút vào tháng 11/2014 để chuẩn bị chuyển sang ngôi nhà mới, đó là chương trình Vấn Đề Hôm Nay.

## Tiểu sử
BTV Diệp Anh tên đầy đủ là Phạm Diệp Anh từng là cựu học sinh của trường PTTH Hà Nội - Amsterdam và cựu sinh viên khoa Kinh tế của trường Đại học Quốc gia Hà Nội. Sau khi tốt nghiệp ngành Kinh tế, dù có rất nhiều cơ hội công việc tốt nhưng Diệp Anh nghe lời khuyên của bố thử sức mình ở lĩnh vực truyền hình. Diệp Anh từng có 3 năm liền thử việc không lương ở VTV và sống chủ yếu dựa vào “lương của bố”.

## Sự nghiệp
Quãng thời gian làm việc ở VTV, BTV Diệp Anh dẫn rất nhiều chương trình như: Giờ cao điểm, Bản tin thời sự, Chào buổi sáng, Vấn đề hôm nay... ở chương trình nào Diệp Anh cũng để lại dấu ấn trong lòng khán giả.
“Tôi thấy hạnh phúc và may mắn khi được làm công việc mình yêu thích. Làm việc ở Ban Thời sự, mỗi ngày của tôi trôi qua đều không giống nhau, đó là thứ ma lực hấp dẫn của nghề này. Hấp dẫn đến nỗi dù có căng thẳng và áp lực đến đâu thì vẫn muốn lao vào”, Diệp Anh chia sẻ.
Chia sẻ với báo chí cô cho biết cố rất cảm ơn bố mẹ đã dạy và rèn cho cô tính tự lập từ bé nên dù có bị "ném" vào bất cứ môi trường nào cô cũng có thể sống được. 15 năm trước, khi mới ra trường, Diệp Anh đã có thể có ngay một công việc ổn định với mức lương cao nhưng lời khuyên của bố (cũng là một nhà báo) đã giúp tôi lựa chọn nghề báo. Ba năm liền thử việc không lương, chỉ nhận "lương" hàng tháng từ bố nhưng cô vẫn rất sung sướng vì được làm việc và được tin tưởng.
Vào hồi tháng 1/2016, BTV Diệp Anh khiến nhiều đồng nghiệp và khán giả tiếc nuối sau khi quyết định nói lời chia tay VTV sau 16 năm gắn bó với nhà đài để tập trung vào công việc kinh doanh và tạo dựng thương hiệu riêng.

## Gia đình
Đã là bà mẹ 2 con, bước qua tuổi 40 nhưng chị vẫn giữ được thần thái và vẻ đẹp trẻ trung. Chia sẻ về nhan sắc, BTV Diệp Anh cũng hài hước nói trên trang cá nhân:"Rồi chúng ta đều già đi tự nhiên theo thời gian, chỉ có tâm hồn là muốn tuổi nào sẽ được tuổi ấy".
Chị từng chia sẻ cụ thể về cuộc sống sau khi chia tay với công việc biên tập viên. Diệp Anh cho biết: “Tôi có nhiều thời gian hơn cho gia đình và đam mê của mình. Nếu trước đây, vào đúng những dịp quan trọng của gia đình như ngày Tết, ngày giỗ, ngày sinh nhật…mình thường vắng mặt và phải xin mọi người thông cảm, thì nay đã được vui cùng mọi người. Nhất là khi tôi vừa nghỉ việc tại VTV thì bà ngoại tôi ốm nặng. Tôi đã có khoảng thời gian ở bên bà và trọn vẹn tình cảm của một người cháu đối với bà cho đến khi bà mất”.
BTV Diệp Anh cũng có những trải lòng để cuộc sống của chị luôn vui tươi mỗi ngày: "Cuộc sống có quy luật cân bằng, người hạnh phúc không phải có nhiều tiền, chức cao, vọng trọng, ai chẳng bắt đầu và kết thúc như nhau. Hạnh phúc là biết cân bằng mọi thứ, an nhiên và đầy tình yêu thương với mọi thứ xảy đến".

## Sự cố
Sau khi rời khỏi VTV, Tháng 3/2018, BTV Diệp Anh kêu cứu trên facebook cá nhân về việc bị giả mạo tài khoản Zalo. Kẻ gian đã lừa bạn bè của Diệp Anh số tiền lên tới 50 triệu đồng.